# 苯他西泮
苯他西泮（英语：Bentazepam），商品名为Thiadipone、Tiadipona，是一种噻吩并二氮䓬，也就是一种苯二氮䓬类似物。
它具有抗焦虑、抗惊厥、镇静和骨骼肌松弛作用。口服给药后约2.5小时将达到血浆峰值速率。消除半衰期约为2至4小时。苯他西泮是种有效的抗焦虑药。
严重的过量服用苯他西泮可能会导致昏迷和呼吸衰竭。
不良反应包括口干、嗜睡、乏力、消化不良、便秘、恶心和药物引起的淋巴细胞性结肠炎与苯他西泮有关。严重的肝损伤和肝炎也与苯他西泮有关。虽然苯他西泮引起的肝衰竭被认为是罕见的，但建议对所有服用苯他西泮的患者进行肝功能监测。